# John Braye, 2. Baron Braye

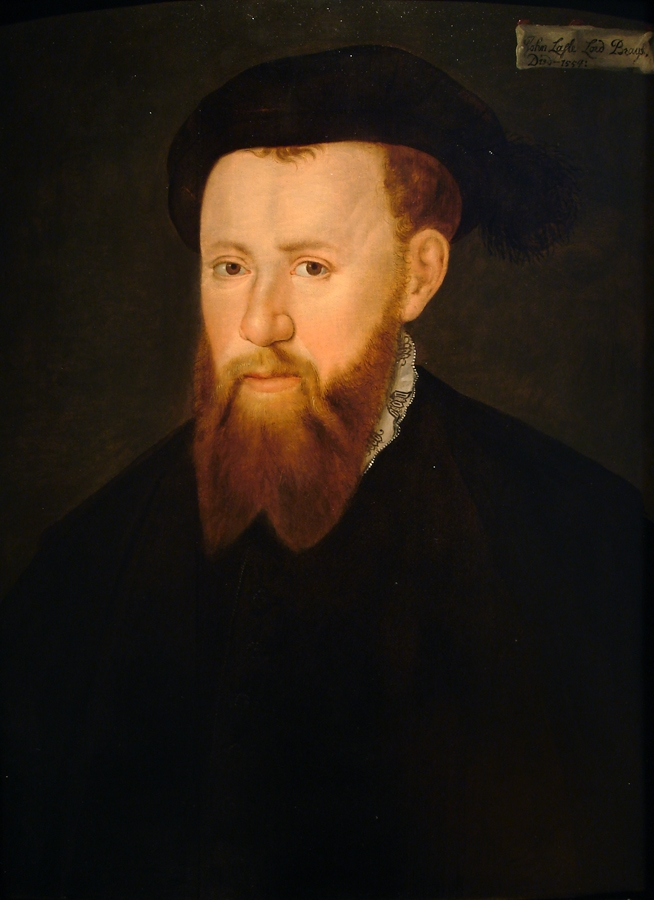
John Braye, 2. Baron Braye

John Braye, 2. Baron Braye (* um 1523; † 19. November 1557), war ein englischer Adliger und Politiker.

## Herkunft und familiäres Umfeld
John Braye entstammte einer englischen Adelsfamilie, die auf Eaton-Bray in der Grafschaft Bedfordshire ansässig war und die als treue Anhänger des Hauses Lancaster und der dieses beerbenden Tudors zu Ansehen und Einfluss gekommen waren. Er war der einzige Sohn und Erbe des Edmund Braye, 1. Baron Braye, und wurde um 1523 geboren. Er starb, kinderlos mit Lady Anne Talbot, Tochter des Francis Talbot, 5. Earl of Shrewsbury, verheiratet, im November 1557 an den Folgen der Verletzungen, die er drei Monate zuvor in der Schlacht bei Saint-Quentin erhalten hatte. Braye wurde im Grabe seines Vaters in Chelsea beigesetzt.

## Politische Tätigkeit
John Braye erbte beim Tod seines Vaters Edmund Braye dessen Adelstitel Baron Braye, eine Barony by writ. An den Sitzungen des House of Lords nahm er von 1545 bis zu seinem Tode 1557 regelmäßig teil. 1546 nahm er am englischen Feldzug nach Frankreich und wurde dann 1548 Kommandeur der gegen die Rebellen aus Norfolk aufgebotenen Truppen. Danach nahm er 1551 an der Delegation nach Frankreich teil, die dem französischen König den Hosenbandorden überbringen sollte.
Er gehörte dann zu den 26 Peers, die kurz vor dem am 6. Juli 1553 erfolgten Tode von König Eduard VI. am 16. Juni 1553 den Brief unterzeichneten, in dem diese die Kronübertragung auf Jane Grey forderten, um die protestantische Thronfolge zu sichern. Nach dem Scheitern und der Hinrichtung Jane Greys und der Kronübertragung auf die katholische Maria I. wurde John Braye in den Tower geworfen. Er wurde aber nicht hingerichtet, sondern lediglich für 12 Monate im Tower of London eingekerkert. Wieder freigelassen, nahm er 1556 am Feldzug gegen Frankreich teil und wirkte bei der Belagerung von St. Quentin mit, wurde verwundet und starb an seinen Verletzungen. Da er keine Kinder hatte, erbten seine sechs Schwestern sein Vermögen, nicht aber den Titel, der mangels männlicher Erben zwischen den Schwestern in Abeyance fiel. Dieser Ruhenstatbestand wurde erst 1839 zugunsten der Nachkommin einer Schwester beendet.